# Каспийская улица (Москва)
Каспи́йская у́лица (бывшие Южная улица и Северная улица посёлка Ленино) — улица в районах Царицыно и Москворечье-Сабурово Южного административного округа города Москвы. Проходит от Каширского шоссе вдоль железнодорожной линии до Бакинской улицы. Нумерация домов ведётся от Каширского шоссе.
C 2020 года на участке улицы от Каширского шоссе до улицы Медиков ведутся ремонтные работы, связанные со строительством Юго-Восточной хорды.

## Происхождение названия
Названа 5 апреля 1965 года по Каспийскому морю.

## История
Каспийская улица была образована в 1965 году в результате массового строительства в этом районе.
В конце 2015 года на бо́льшей части улицы введена платная парковка.
Планируется строение путепровода через Москву-реку и связь Каспийской улицы с Шоссейной.

## Примечательные здания и сооружения

### По нечётной стороне
По нечётной стороне зданий нет.

### По чётной стороне
- № 10а — Ясли-сад № 498.
- № 20/2, корп. 2 — Библиотека № 154 ЮАО ЦБС № 1.
- № 24, корп. 3 — Диспетчерская участка № 4 ДЭЗ Царицыно.
- № 36 — Гостиница «Царицынский комплекс».
- № 36/2 — Рыночный комплекс «Царицынский» (закрыт на капитальный ремонт, окончание — 4-й квартал 2023 года).
- № 38 — Стоматологическая поликлиника № 62.
- № 40 — Красногвардейская участковая ветеринарная лечебница.

## Транспорт
- От станции метро «Царицыно» автобусы: м87, м88, м89, м89к, 814, 844, 921, с823, с869, 1020, 1020к, 1130, 1200к, н13
- От станции метро «Кантемировская» автобусы: м89, 844, с823, с891, н13
- От станции метро «Каширская» автобусы: 844, с850, с891, н13
- От станции метро «Коломенская» автобус: н13
- От станции метро «Нагатинская» автобус: 844
- От станции метро «Китай-город» автобус: н13